# Udvostručeno vrijeme
Udvostručeno vrijeme (eng. Time Squared) trinaesta je epizoda druge sezone američke znanstveno-fantastične serije Zvjezdane staze: Nova generacija. 

## Radnja
Enterprise pronalazi federacijski šatl kako putuje svemirom bez kontrole te ga uvlači u hangar.

Riker otkriva da šatl pripada Enterpriseu, a doktorica Pulaski u njemu pronalazi onesviještenog Picardovog dvojnika. Kapetan Picard prati svog dvojnika do bolnice, gdje Troi objašnjava kako je dvojnik uistinu Picard, ali iz drugog vremena. Nešto kasnije, Data otkrije kako brodski sat na šatlu ide šest sati unaprijed i o tome obavijesti Picarda.
Scene snimljene kamerom ugrađenom na šatl, pokažu kako šatl napušta Enterprise okružen energetskim vrtlogom. Dvojnik, uplašen i zbunjen u svojoj noćnoj mori, nije u stanju prenijeti ikakve informacije o nadolazećoj opasnosti, a skeniranje dalekometnim senzorima ne otkrije ništa slično sili snimljenoj šatlovom kamerom. Picard počne sumnjati u sebe i brinuti se o pogrešnoj odluci koju će ubrzo donijeti, kao i njegov dvojnik u budućnosti, i na taj način ostaviti i sebe i svoju posadu u neprekidnom krugu patnje.

Iznenada se pojavljuje vrtlog. Picard naređuje Geordiju da uključi warp pogon i udalji ih od vrtloga no ne uspjevši otrgnuti brod od utjecaja vrtloga, posada je prisiljena ugasiti warp pogon prije nego što se brod raspadne od naprezanja. Ubrzo iz vrtloga izleti svojevrstan energetski šiljak koji udari oba Picarda, na što Troi objasni Picardu kako vrtlog želi samo njega. Saznavši kako je njegov dvojnik napustio brod u pokušaju da spasi posadu, Picard odluči kako neće otići s broda, jer bi njegov odlazak nastavio jednom započetu petlju. Umjesto toga. Picard naredi uvođenje Enterprisea u vrtlog. Nekoliko trenutaka kasnije, dvojnik, šatl i vrtlog nestanu, a Enterprise se nađe na prvotnom kursu.

## Vanjske poveznice
- Udvostručeno vrijeme na startrek.com  Arhivirana inačica izvorne stranice od 15. kolovoza 2009. (Wayback Machine)